# Akenaton (performeur)
Pour les articles homonymes, voir Akhenaton (homonymie).
Akenaton a été créé en 1984, en Corse (Ajaccio) par Philippe Castellin (1948-2021), poète proche des courants des poésies expérimentales et Jean Torregrosa, plasticien.

## Origine et parcours
Dès sa naissance, ce groupe s’est déclaré comme intermedia, en référence à Dick Higgins.  Les pratiques développées par Akenaton trouvent leur cohérence dans l’intention de brouiller les délimitations entre les différentes pratiques plastiques. 
Akenaton initie des pratiques proches de l'installation mais, d’une part, réalisées en direct (performance) et, de l’autre, agissant en référence critique à la poésie visuelle. 
À celle-ci, Akenaton reproche de n’être sortie de la page « imprimée » ou du « texte » que pour rabattre le poème dans les structures « plastiques » les plus institutionnalisées, tableau mural et galeries d’art.
Afin de désigner ces travaux, Akenaton propose en 1987 le terme d’« install’action ». Un grand nombre d’interventions réalisées dans les différents lieux internationaux de la performance poétique contemporaine comme dans les circuits liés à l’art contemporain ont, depuis lors, repris et enrichi cette proposition qu’Akenaton résume (1990) par la formule « construire des espaces de langage ». 
Certains de ces « espaces » ou certaines de ces « install’actions » se présentent à vaste échelle : 2 000 m2 lors de la mise en place de Pastorale au Château Musée de Cannes, une imprimerie désaffectée pour Semina Rerum, ou encore, le ciel en sa totalité pour RitULM (les Arts au Soleil, 1991) où un ULM remorque des poèmes bannières « tous les jours à la même heure », en août, au-dessus des baigneurs du golfe d’Ajaccio… 
Mal_De_Terre porte cet aspect à l’extrême : lors de l’été 2001, un film vidéo est réalisé depuis un bateau qui fait le tour de la Corse, au ras des côtes. En résultent, 5 ans plus tard, 74 DVD interactifs de 1h 10 chacun, présentés dans une vaste installation circulaire constituée d’autant de moniteurs et lecteurs DVD, une œuvre achetée par le FRAC de Corse en 2007.

## Création d'événements
- On doit à Akenaton la toute première manifestation d’envergure liée au web art, dans le cadre de l’exposition internationale intitulée PUR/IMPURE à Aix-en-Provence (1999).
- Création du festival PerformanceX6.
- Coresponsable du Festival Ile-Danse édition 2003 à Ajaccio[4].
- Création du Projet Cyrnos Palace, événements par lesquels ont transité de multiples noms majeurs de l’expérimentation contemporaine, d’Adriano Spatola, Julien Blaine, Richard Martel, Jean-Marc Montera, HP Process, Charles Dreyfus, Christophe Tarkos, Jean-Michel Espitallier, Nathalie Quintane.

## Activité éditoriale
Éditeur, les livres publiés par Akenaton sont aussi bien des performances où le support « classiquement imprimé » à plusieurs centaines d’exemplaires joue comme partition, à compléter, en direct et collaborativement, par des gestes graphiques, des collages ou toute autre forme d’intervention perturbant tant  la relation original/multiple et le concept du « livre d’artiste » que la distinction création/lecture/relecture : chaque exemplaire de la série sera rigoureusement unique.
Directeur de publication et éditeur de la revue Doc(k)s à partir de 1990-91, Akenaton a, selon la même intention, engagé cette revue, fondée en 1976 par Julien Blaine, dans l’exploration des médias et de leurs interférences, « doublant » à partir de 96-97 chaque parution d’un CD, puis d’un DVD et créant sur le web l’un des sites majeurs liés aux poésies expérimentales,.
Ils ont participé aussi à d'autres éditions, tel Philippe Castellin qui fut en 2003 le curateur pour la revue internationale italienne Bollettario d'Edoardo Sanguineti et Nadia Cavalera.

## Œuvres dans les collections publiques
- Musée Ziem, Les Images du XXe siècle
- Frac de Corse, Man/œuvre.
- Frac de Corse, Mal-De-Terre.
- Fondation Bonotto (Italie), QRCodes.